# Eben am Achensee
Pour les articles homonymes, voir Eben.
Eben am Achensee est une commune autrichienne du district de Schwaz dans le Tyrol.